# هيلو فينوس
Hello Venus بالعربي هيلو فينوس هي فرقة فتيات من كوريا الجنوبية , مكونة من 6 فتيات ظهروا لأول مرة في 9 مايو 2012 .

## التاريخ

### قبل الظهور
تعاونت شركة Pledis مع شركة Fantagio للتمثيل، لعرض Hello Venus في أبريل، وفقاً للتقارير ة ى أن كل من الشركتين قاموا بالتحضير لأغنية ظهور الفرقة وهي أغنية راقصة قام بتأليفها مؤلف شهير، الفرقة تضم 4 عضوات من شركة Fantagio و 3 عضوات من شركة Pledis أي 7 عضوات ولكن عضوة أنسحبت من الفرقة قبل الظهور فأصبحوا 6 عضوات .

ارا ويونجو و ليم كانوا متدربات ليصبحوا عضوات في فرقة افتر سكول, وقد شاركت ارا وليم في ألبوم Virgin لفرقة AFTER SCHOOL كمغنين داعمين وقد شاركت ليم وارا أيضاً في أغنية Love Letter من ألبوم Happy Pledis و ارا مرشحة لتصبح عضوة في فرقة After School و لكن تم اختيار أيونغ، وليم كانت عضوة في فرقة Viva Girls مع كيونغري من فرقة ناين ميوسز و قد كانت راقصة خلفية لـ Chaeyeon
أليس ظهرت كمغنية منفرد سنة 2010 باسم Ora و أول أغنية منفردة لها هي Naughty Face .

### 2012: الظهور و Like a Wave
بدأ ظهور الفرقة بافتتاح موقع رسمي للفرقة وصفحة في الفيسبوك واليوتيوب بالإضافة إلى مقهى المعجبين وأصبحت الفرقة تتكون من 6 عضوات من Pledis : أرا وليم و يونجو ومن Fantagio : أليس ونارا و ييونغ.

في 9 مايو أصدرت الفرقة عن ألبوم Venus و الذي يضم 4 أغاني وبدأت الفرقة العروض الترويجية في 10 مايو 2012 في برنامج M! Countdown بدون يونجو بسبب إصابتها في كاحلها وقد حقق الألبوم نجاح كبير فقد أحتل المراكز الأولى في المخططات الموسيقية مثل Melon و Bugs و Ment في 4 يوليو أصدرت الفرقة أغنية Like A Wave لتلائم أسلوب الصيف المنعش .
في 16 ديسمبر اصدرت الفرقة ثاني البوم مصغر لهم بعنوان What Are You Doing Today ?

## العضوات
| الاسم  | الاسم بالأنجليزي |
| ------ | ---------------- |
| أليس   | Alice            |
| يوريوم | Yorume           |
| لايم   | Lime             |
| نارا   | Nara             |
| سومر   | summer           |
| يويونغ | Yooyoung         |

## العضوات السابقات
| الاسم | الاسم بالأنجليزي |
| ----- | ---------------- |
| ارا   | Ara              |
| يونجو | Yoonjo           |

## معلومات
- اسم المعجبين الرسمي : Hello Cupid
- لون المعجبين الرسمي : الأخضر الفاتح

## البرامج
- 2012 : Birth of Venus
- 2013 : SBS MTV Diary مع فرقة Nu'est .
- 2013 : hello beauty shool

## الأغاني والألبومات
- 2012 : Venus
- 2012 : Like a Wave
- 2012: What Are You Doing Today? (오늘 뭐해?).
- 2013 : Do You Want Some Tea

## روابط خارجية
- هيلو فينوس على موقع ميوزك برينز (الإنجليزية)
- هيلو فينوس على موقع ديسكوغز (الإنجليزية)